# Federico Pedini Amati
Federico Pedini Amati (Città di San Marino, 11 agosto 1976) è un politico sammarinese.

## Biografia
Sammarinese, sposato, padre di una bambina, diplomato in ragioneria, svolge la professione di agente assicuratore. Attualmente è Segretario di Stato (ministro) per il Turismo, le Poste, la Cooperazione, l'Expo, l'Informazione e l'Attrazione degli investimenti turistici della Repubblica di San Marino.

### Attività politica
Entra giovanissimo in politica nelle file dei Giovani Socialisti e nel 2005 diventa membro del Consiglio Direttivo del Partito dei Socialisti e dei Democratici, nel 2009 sceglie, insieme ad altri 7 Consiglieri, di fondare il Partito Socialista Riformista Sammarinese.
In occasione delle elezioni politiche del 2006 è stato eletto per la prima volta in Consiglio Grande e Generale assumendo incarichi di prestigio quale quello di membro della Commissione Affari Esteri e Ordine Pubblico e della Commissione Interparlamentare. Viene riconfermato in Consiglio Grande e Generale nelle consultazioni politiche del 2008, 2012, 2016 e 2019 per la XXX Legislatura ufficialmente aperta l'8 gennaio 2020. Dal 2005 al 2006 è stato presidente della Centrale del Latte della Repubblica di San Marino.
Nel maggio 2011 diventa membro della Commissione Finanze della Repubblica di San Marino. È stato membro dell'Assemblea Parlamentare del Mediterraneo e Presidente della Commissione sulle infiltrazioni malavitose a San Marino (Commissione antimafia). Il 1º aprile 2008 viene nominato Capitano Reggente insieme a Rosa Zafferani. A soli 31 anni è uno dei Capi di Stato più giovani al mondo. Nel gennaio 2020 viene nominato Segretario di Stato per il Turismo, le Poste, la cooperazione economica e l'Expo, nelle consultazioni del giugno 2024 viene rieletto con la lista del Partito dei Socialisti e dei Democratici e confermato Segretario di Stato per il Turismo, le Poste, la Cooperazione e l'Expo e gli vengono affidate anche le deleghe all'informazione e all'attrazione degli investimenti turistici.

## Capitano Reggente
In veste di Capitano Reggente ha partecipato alla Cerimonia d'Apertura dei Giochi della XXIX Olimpiade a Pechino .

## Segretario di Stato
Nella veste di Segretario di Stato per il Turismo, le Poste, la Cooperazione e l'Expo ha avuto l'occasione di incontrare numerose personalità italiane e straniere prendendo parte ad incontri bilaterali con ministri ed autorità internazionale.
Nello specifico si ricordano incontri bilaterali con Dario Franceschini (Ministro della cultura, Italia), Massimo Garavaglia (Ministro del turismo, Italia) , Giancarlo Giorgetti (Ministro dello Sviluppo Economico, Italia), Theocharis Theocharis (Ministro del Turismo, Grecia), Reem al hashimi (Ministro della cooperazione internazionale, EAU), Daniela Santanchè (Ministro del Turismo, Italia), Ahmed Al Katheeb (Ministro del Turismo, Arabia Saudita).
Tra i progetti più noti lanciati dal Segretario di Stato per il Turismo si ricorda il TTT, Tavolo Turistico Territoriale, un progetto di sviluppo turistico territoriale che coinvolge la Repubblica di San Marino e i territori limitrofi di Marche ed Emilia Romagna . Il segretario Pedini Amati ha anche avviato diverse iniziative tra cui quella del rinnovamento dell'aviosuperficie di Torraccia e della ricostruzione dell'antico Treno Bianco Azzurro.